# パトリック・ローデワイクス
パトリック・ローデワイクス（Patrick Lodewijks、1967年2月21日 - ）は、オランダ・アイントホーフェン出身のサッカー選手。ポジションはGK。サッカー指導者。
ローデワイクスは20年に渡るプロキャリアで、エールディヴィジに374試合出場した。